# 우나이 벤세도르
우나이 벤세도르 파리스(스페인어: Unai Vencedor Paris, 2000년 11월 15일, 바스크 주 빌바오 ~)는 스페인의 프로 축구 선수로, 현재 아틀레틱 빌바오에서 미드필더로 활약하고 있다.

## 클럽 경력
바스크 주 비스카이아 도 빌바오 출신인 벤세도르는 2017년에 산투추에서 아틀레틱 빌바오의 레사마 유소년부로 이적했다. 이듬해 6월, 그는 유소년부를 졸업하고 시즌 개막을 앞두고 바로 2군으로 승격(일반적으로 연계 구단을 거쳐 2군에 들어가는 경우가 일반적이다)하여 1-2로 패한 오비에도 2군과의 9월 29일 원정 경기에서 성인 무대 첫 발을 떼었다.
2018년 12월 15일, 그는 3-2로 이긴 칼라오라와의 안방 경기에서 소속 구단의 2번째 골을 넣어 처음으로 성인 무대에서 골망을 흔들었고, 경기는 3-2 승리로 마무리되었다. 엿세 후, 그는 사자 군단과의 계약을 2023년까지로 연장했다.
2020년 2월 16일, 벤세도르는 0-1로 안방에서 패한 오사수나와의 안방 경기에 출전하며 첫 1군 경기이자 라 리가 경기를 치렀다. 그는 그 시즌에 또 출장 기회를 잡지 못하면서 경험을 쌓기 위해 임대 이적을 요청한 것으로 보도되었으나, 스스로 2020-21 시즌에 출전 경쟁을 벌이겠다고 입을 열었다. 그는 2020년 11월 말이 되어서야 베티스와의 경기에서 또다시 선발로 출전할 수 있었고, 마침내 주전 지위를 꿰차게 되었다.
수페르코파 데 에스파냐에서 레알 마드리드와 바르셀로나를 연파해 우승하는 것을 돕는 등 1군 주전으로 도약하면서, 벤세도르는 2021년 2월에 2025년 여름까지 유효한 아틀레틱과의 연장 계약서에 서명했고, 그를 영입하려면 €40M이 필요하게 되었다.

## 국가대표팀 경력
벤세도르는 스페인 청소년 국가대표 선수로, 2019년에 U-19 국가대표팀 일원으로 활약했고, 2021년에는 U-21 국가대표팀에 차출되었다.

## 경력 통계

### 클럽
2021년 7월 1일 기준
| 구단            | 시즌      | 리그              | 리그 | 리그 | 컵   | 컵 | 기타 | 기타 | 합계 | 합계 |
| 구단            | 시즌      | 리그명            | 출장 | 골   | 출장 | 골 | 출장 | 골   | 출장 | 골   |
| --------------- | --------- | ----------------- | ---- | ---- | ---- | -- | ---- | ---- | ---- | ---- |
| 빌바오 아틀레틱 | 2018–19   | 세군다 디비시온 B | 36   | 2    | —    | —  | —    | —    | 36   | 2    |
| 빌바오 아틀레틱 | 2019–20   | 세군다 디비시온 B | 26   | 3    | —    | —  | 1    | 0    | 27   | 3    |
| 빌바오 아틀레틱 | 합계      | 합계              | 62   | 5    | 0    | 0  | 1    | 0    | 63   | 5    |
| 아틀레틱 빌바오 | 2019–20   | 라 리가           | 1    | 0    | 1    | 0  | 0    | 0    | 2    | 0    |
| 아틀레틱 빌바오 | 2020–21   | 라 리가           | 28   | 0    | 4    | 0  | 2    | 0    | 34   | 0    |
| 아틀레틱 빌바오 | 합계      | 합계              | 29   | 0    | 5    | 0  | 2    | 0    | 36   | 0    |
| 경력 합계       | 경력 합계 | 경력 합계         | 91   | 5    | 5    | 0  | 3    | 0    | 99   | 5    |

1. ↑  승격 플레이오프전 출장 경기 기록 포함
2. ↑  2021년에 치러진 2020 코파 델 레이 결승전 출장 경기 기록 포함
3. ↑  수페르코파 데 에스파냐 출장 경기 기록 포함

## 수상
아틀레틱 빌바오
- 수페르코파 데 에스파냐: 2020–21[13]
- 코파 델 레이 준우승: 2019–20,[14] 2020–21[15]